# Alemayehu Bezabeh
Alemayehu Bezabeh Desta (Addis Abeba, 19 settembre 1986) è un mezzofondista etiope naturalizzato spagnolo.
Ha vinto il titolo europeo di corsa campestre nel 2009 a Dublino e nel 2013 a Belgrado. Ai titoli individuali si aggiungono quattro titoli a squadre (Bruxelles 2008, Dublino 2009, Belgrado 2013 e Hyères 2015).

## Palmarès
| Anno | Manifestazione             | Sede       | Evento           | Risultato | Prestazione | Note |
| ---- | -------------------------- | ---------- | ---------------- | --------- | ----------- | ---- |
| 2008 | Giochi olimpici            | Pechino    | 5000 m piani     | 11º       | 13'30"48    |      |
| 2008 | Europei di corsa campestre | Bruxelles  | Gara a squadre   | Oro       | 39 p.       |      |
| 2009 | Mondiali                   | Berlino    | 5000 m piani     | Batteria  | 13'33"52    |      |
| 2009 | Europei di corsa campestre | Dublino    | Gara individuale | Oro       | 30'45"      |      |
| 2009 | Europei di corsa campestre | Dublino    | Gara a squadre   | Oro       | 34 p.       |      |
| 2010 | Europei                    | Barcellona | 5000 m piani     | 7º        | 13'43"23    |      |
| 2013 | Mondiali                   | Mosca      | 5000 m piani     | Batteria  | 13'34"68    |      |
| 2013 | Europei di corsa campestre | Belgrado   | Gara individuale | Oro       | 29'11"      |      |
| 2013 | Europei di corsa campestre | Belgrado   | Gara a squadre   | Oro       | 31 p.       |      |
| 2014 | Europei di corsa campestre | Samokov    | Gara individuale | Bronzo    | 32'30"      |      |
| 2014 | Europei di corsa campestre | Samokov    | Gara a squadre   | Argento   | 36 p.       |      |
| 2015 | Mondiali                   | Pechino    | 5000 m piani     | 10º       | 13'59"02    |      |
| 2015 | Europei di corsa campestre | Hyères     | Gara individuale | Argento   | 29'31"      |      |
| 2015 | Europei di corsa campestre | Hyères     | Gara a squadre   | Oro       | 14 p.       |      |

## Altre competizioni internazionali
2008
- Oro al Cross de Atapuerca ( Atapuerca) - 23'40"
- Oro al Cross Internacional de Venta de Baños ( Venta de Baños) - 31'45"

2009
- Argento alla San Silvestre Vallecana ( Madrid) - 28'10"

2013
- 5º alla Tarsus Half Marathon ( Tarso) - 1h04'54"

2017
- 16º alla Mezza maratona di Valencia ( Valencia) - 1h03'31"